# Geheimnis Tibet
Geheimnis Tibet ist ein deutscher Dokumentarfilm über die Deutsche Tibet-Expedition 1938/39, der von Heinrich Himmler gefördert und 1943 uraufgeführt wurde. Die Uraufführung des Films erfolgte am 16. Januar 1943 in München im Ufa-Palast.

## Inhalt
Der Film wurde aus Filmmaterial zusammengestellt, das 1938/1939 von den Teilnehmern der Expedition in Tibet gedreht wurde. Eingang in den Film fanden unter anderem traditionelle tibetische Tänze für den vermeintlich als "Kriegsgott" interpretierten "Schützer" Mahakala, Präsentationen des tibetischen Militärs, Toten- und Leichenrituale der Tibeter sowie Filmsequenzen mit dem tibetischen Staatsorakel. Auch die Messungen und Abformungen von Körperteilen der Tibeter, mit denen die NS-"Wissenschaftler" ihre Rassentheorien untermauern wollten, fehlen nicht.

## Hintergrund
Einer der wissenschaftlichen Mitarbeiter der Expedition, Bruno Beger, war nach 1939 für das Vermessen und Klassifizieren von Menschen in Auschwitz verantwortlich. Für den Auftrag zur Ermordung von über 80 speziell hierfür selektierter Menschen erhielt er 1970 eine dreijährige Freiheitsstrafe.

## Bewertung
Vordergründig eine Kulturdokumentation Tibets, beschwört der Film auf propagandistische Art erwünschte Tugenden: „Schäfer und seine Forscherkollegen wurden als ‚Typen‘ dargestellt, an denen sich jeder ‚normale‘ SS-Mann und Hitlerjunge orientieren konnte“. Die Unterscheidung zwischen Ideologie und Dokumentation tibetischer Kultur fällt schwer: „Der Film wirft die Frage auf, was ist daran Nazi-Propaganda und was sind authentische Darstellungen. Immerhin nimmt der Zuschauer hier bewegte Bilder wahr, die sprechen und die von zahlreichen Berichten westlicher Tibetreisender, auch wenn diese keine Nazis waren, bestätigt wurden.“
Heute, unter dem Eindruck anderer Bilder über Tibet aus Filmen wie Sieben Jahre in Tibet oder Kundun, wird von der Bundeszentrale für politische Bildung konstatiert: „Die Filmbilder, die auf dieser Forschungsreise gedreht wurden, kollidieren in ihrer Archaik mit den sanften Tibet-Vorstellungen des modernen Kinos.“
Der Film wurde vom Reichsministerium für Volksaufklärung und Propaganda als „jugendwert sowie staatspolitisch, kulturell und künstlerisch wertvoll“ eingestuft.